# Báculo del Papa Luna

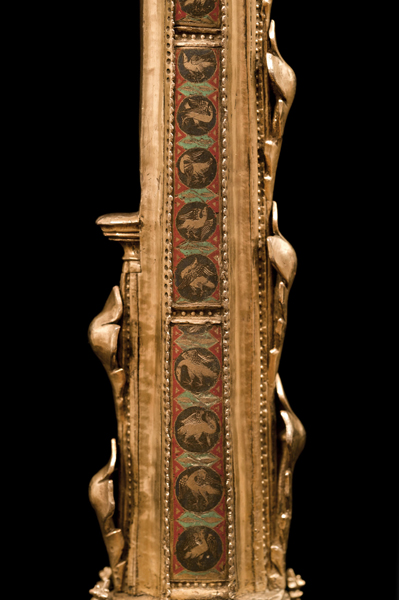
Detalle del báculo

El báculo del Papa Luna es un báculo pastoral de plata y esmalte que se expone en el Museo Arqueológico Nacional de España (MAN). Está hecho en Aviñón entre los años 1342 y 1352.

## Historia
Es obra de un platero de Aviñón al servicio de Clemente VI, si bien perteneció al papa Benedicto XIII, más conocido como «Papa Luna». Es la parte superior de un báculo de vástago poligonal rematado con un basamento con la Anunciación. José Manuel Cruz Valdovinos, en un análisis comparativo con obras contemporáneas, llegó a la conclusión de que se trata de una pieza realizada durante el pontificado de Clemente VI, aunque fue aprovechada por el Papa Luna, quien añadió la decoración central del nudo, «La Anunciación». En su estudio iconográfico se puede comparar con otras piezas italianas de la misma época, como la expuesta en el museo de la Ópera del Duomo de Siena, datada entre 1320-1330 o la conservada en el Museo Capitolare de Città di Castello del año 1324.

## Exposiciones
La obra ha participado en las siguientes exposiciones:
- Exposición: VI Centenario de la muerte de don Pedro López de Ayala; 2006,
- Exposición: El papa Luna y su tiempo; Zaragoza: 1994,
- Exposición: Aragón, Reino y Corona; Madrid : 04/04/2000-21/05/2000, [Centro Cultural de la Villa]

## Descripción

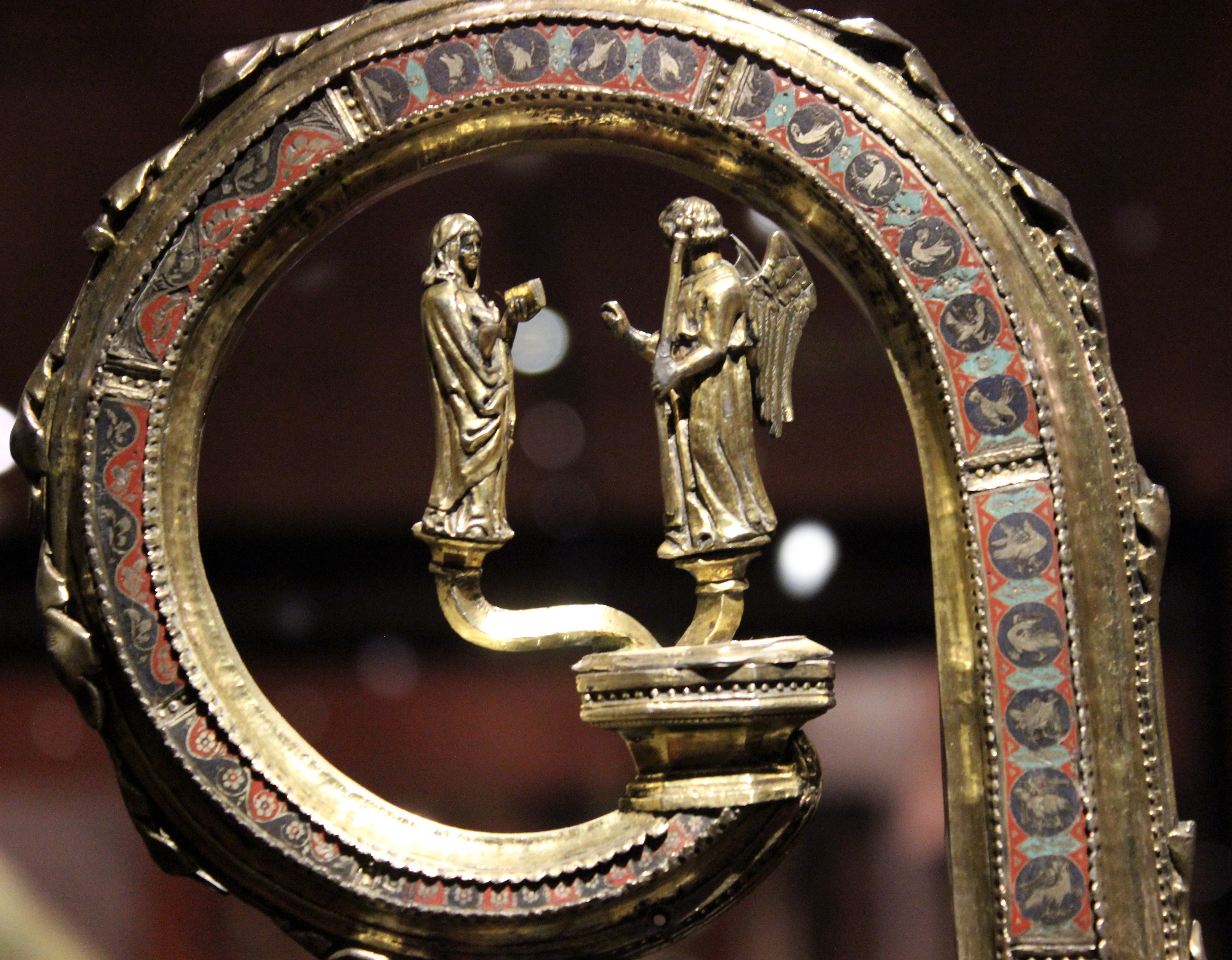
Detalle de La Anunciación en el báculo.

Está realizado con un tallo prismático hexagonal que contiene una decoración geométrica en caras alternadas, la manzana central está esmaltada y grabada con llaves cruzadas de oro sobre plata. El nudo tiene forma de templete de tres pisos donde se aprecian ventanas con arcos ojivales y lobulados, entre contrafuertes y pináculos.
Por encima de esta base sale una sección poligonal con una pequeña peana a media altura y da la vuelta, normal en estas piezas, terminando con una pequeña peana donde se encuentra el grupo figurativo de la Anunciación: el Ángel anunciador y la Virgen María. La decoración vegetal del báculo simboliza la vara florida de Aarón y por lo tanto la anunciación de María virgen, que abre la historia de la salvación humana, haciendo referencia también a la doctrina evangélica que debe extender el pontífice.